# Fiavé
Fiavé è un comune italiano di 1 062 abitanti della provincia autonoma di Trento in Trentino-Alto Adige. È situato nelle valli Giudicarie esteriori, sull'altopiano morenico di Lomaso. Nel comune è localizzato il biotopo Fiavé, nel quale si trova anche il sito archeologico di Fiavé uno dei siti palafitticoli preistorici attorno alle Alpi, dal 2011 nell'elenco del patrimonio dell'umanità dell'UNESCO.

## Origini del nome
I primi toponimi del paese di cui si ha notizia risalgono al XIII secolo: de Flavedo attestato nell'anno 1205-1217, Flaveum, Flaveium nel 1244 e villa Flavei nel 1313. Il nome Fiavé è un derivato con il suffisso -ētum dal latino fabulē che significa frasca, il bastoncino di sostegno per piante di legumi, quindi fabūlētum. Tramite metatesi il toponimo è diventato poi flavedo e quindi Fiavé.
La forma antica usata per il nome dell'abitante di Fiavé è flaveio (da flave(d)o con inserzione della i) che poi è stata trasformata al plurale in fiavégi, l'attuale forma dialettale, che in italiano diventa fiaveggiani o anche fiavetani.

## Storia
I primi insediamenti umani nella zona del Comune di Fiavé risalgono al 2300 a.C. e all'età del Bronzo. Durante l'impero romano e fino all'alto medioevo Fiavé apparteneva al municipio di Brescia ed era divisa in due rioni: il rione dei Sabadini a sud e dei Sotratori a nord. Nel periodo Medioevale e in età moderna tutti gli aspetti della vita comunitaria di Fiavé erano regolati attraverso antichi documenti chiamati carte di Regola che fornivano le basi dell'ordinamento civico del Comune. Le prime carte di Regola  risalgono al 1458 per Fiavé, 1778 per Stumiaga, 1793 per Favrio e 1794 per Ballino. Nel 1996 le carte di Regola sono state sostituite dagli statuti comunali.
Di particolare interesse per lo sviluppo del territorio fu la presenza a Fiavé, quale curato tra il 1893 e il 1898, di don Lorenzo Guetti, padre fondatore della cooperazione trentina. Sotto il suo diretto impulso nascerà a Fiavé la seconda cassa rurale trentina a sistema Raiffeisen (la prima fu quella di Quadra) e una famiglia cooperativa della quale don Guetti fu il primo presidente. Fu proprio a Fiavé che il prete giudicariese intraprese un percorso di formazione e promozione della cooperazione.

### Simboli

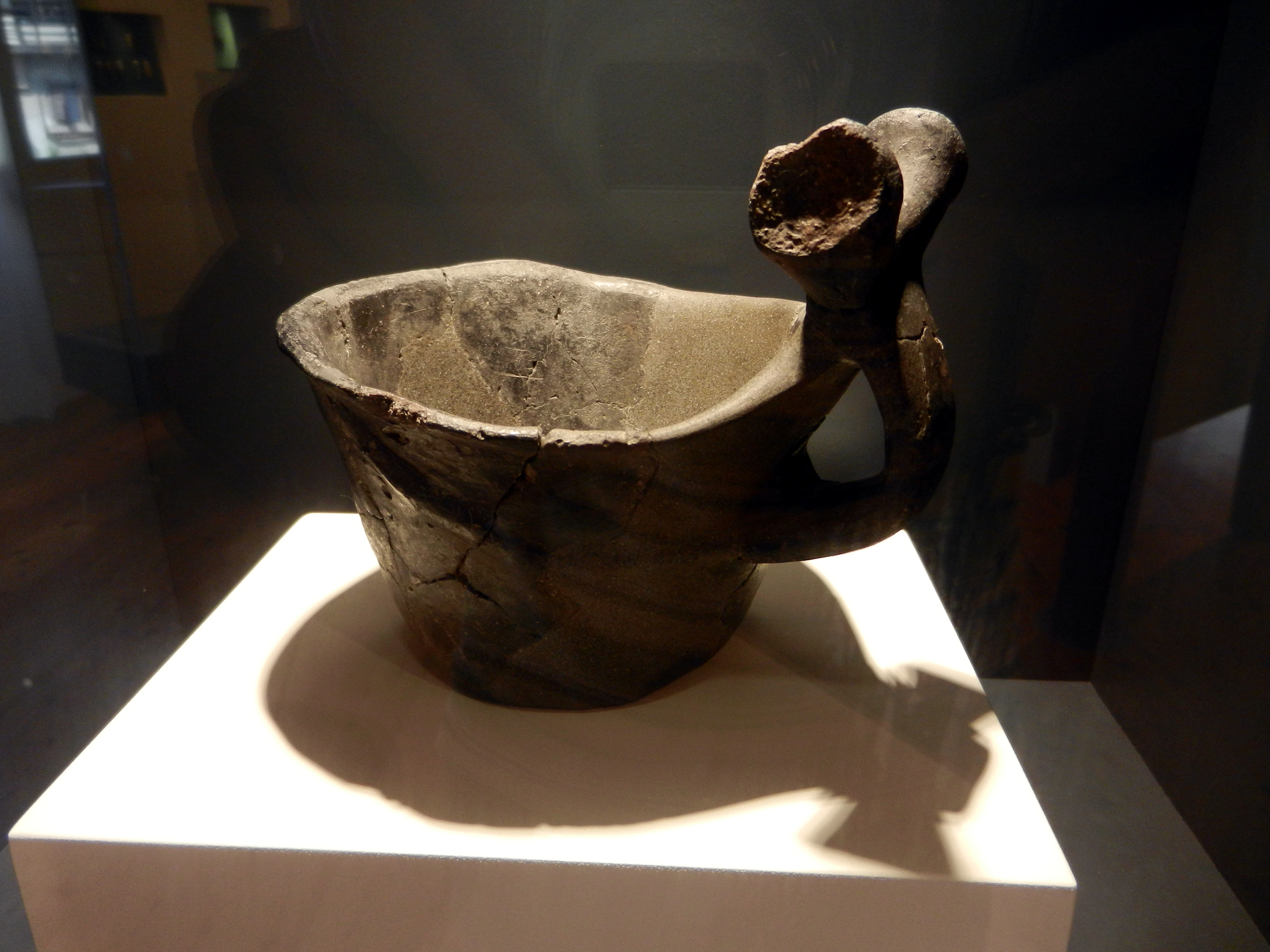
La tazza di Fiavé al Museo delle palafitte di Fiavé.

Lo stemma e il gonfalone del Comune di Fiavé sono stati adottati con delibera consigliare del 30 aprile 1991, n. 32 e approvati con delibera della Giunta Provinciale del 7 giugno 1991, n. 7089.
Stemma
nel 2º d'oro, al caratteristico reperto preistorico noto come Tazza di Fiavé, di nero. Corona: Murale di Comune. Ornamenti: A destra una fronda d'alloro fogliata al naturale fruttifera di rosso; a sinistra una fronda di quercia fogliata e ghiandifera al naturale legate da un nodo d'oro.»
Nella parte inferiore del troncato, di colore giallo oro, c'è un reperto archeologico noto come tazza di Fiavé; la parte superiore presenta una ninfea su uno sfondo verde, tipica della torbiera di Fiavé, la zona in cui ora è situato il Biotopo Fiavé.
Gonfalone
ra in argento Comune di Fiavé, concavemente 
disposta, bordato e frangiato dello stesso, terminante in punta in 4 pendanti rettangolari e unito al 
bilico con 4 merli guelfi. Il bilico sarà appeso all'asta, foderata da una guaina di velluto verde ornato con bullette d'argento disposte a spirale, mediante un cordone del medesimo arricchito alle estremità di analoghe nappe.»

## Monumenti e luoghi d'interesse

### Chiese

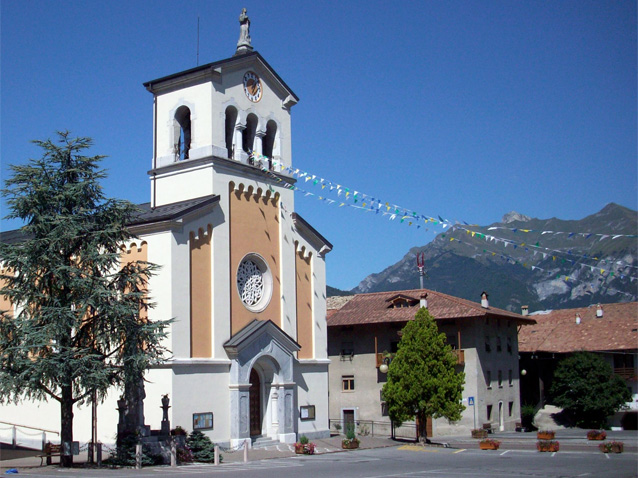
Chiesa dell'Immacolata e dei Santi Fabiano e Sebastiano

Nel Comune di Fiavé sono presenti numerose chiese: 
- Chiesa dell'Immacolata e dei Santi Fabiano e Sebastiano, parrocchiale, situata nella piazza principale di Fiavé, costruita nel 1885 al posto della precedente del '500.
- Chiesa di Sant'Antonio Abate a Stumiaga, forse la più antica, è citata per la prima volta nel 1482.
- Chiesa di San Biagio Vescovo e Martire a Favrio fu costruita nel XVI secolo e restaurata nel 1978 e nel 2005.
- Chiesa di San Rocco.
- Chiesa di San Zeno
- Chiesa di Santa Lucia a Ballino.

### Castello
Vicino alla località Curé è situato Castel Campo, un antico castello medioevale menzionato per la prima volta nel 1163 ma ricostruito a causa di un incendio nel 1457. Dalla frazione di Ballino è raggiungibile a piedi tramite un sentiero la Camerona, una grotta con un vasto ingresso di 20 metri di larghezza e 12 metri di altezza e nei dintorni della frazione è presente anche una cascata alta circa 30 metri.

### Architettura rurale
Nel paese di Fiavé e nelle sue frazioni sono presenti inoltre molti ponti e portali di case rurali tipiche delle Giudicarie Esteriori.

### Zona palafitticola e biotopo
Nel comune di Fiavé è presente un biotopo dichiarato protetto nel 1988 e considerata Sito di Importanza Comunitaria (codice SIC IT3120068) per la presenza di una delle più vaste torbiere del Trentino e come luogo di nidificazione, sosta o svernamento di varie specie di uccelli, anche protette.
All'interno del biotopo inoltre, nella zona dove un tempo era situato il lago Carera (ora chiamata torbiera o palù), è situata un'importante zona palafitticola nella quale sono stati fatti molti ritrovamenti archeologici negli anni sessanta.
Nel 2011 l'UNESCO ha dichiarato Patrimonio dell'umanità 111 siti archeologici presenti sulle Alpi fra cui quello all'interno del Biotopo Fiavé.

## Società

### Evoluzione demografica
Abitanti censiti

## Cultura

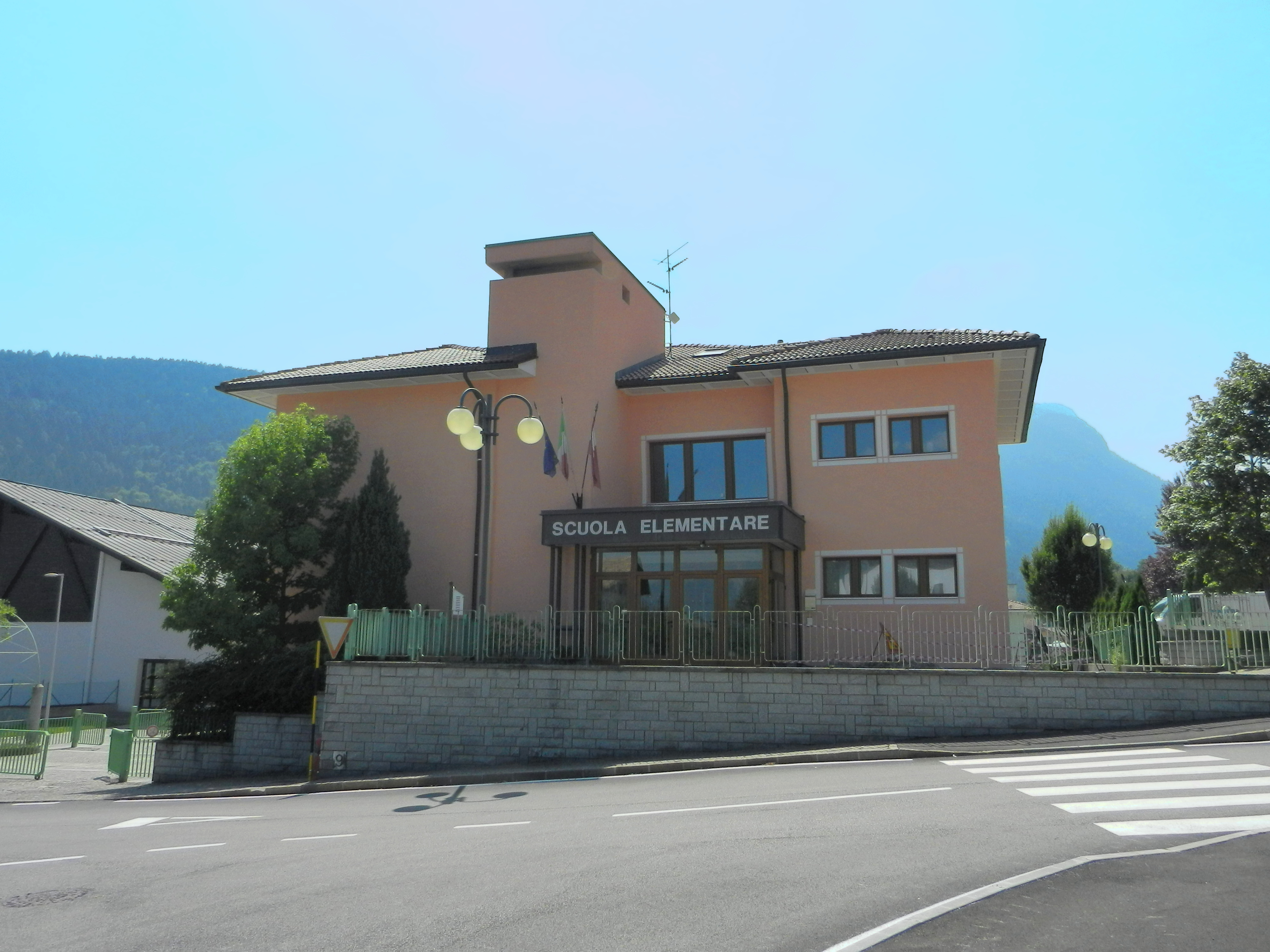
La scuola elementare di Fiavé.

### Scuole
Nel comune sono presenti una scuola elementare ed una scuola materna.

### Musei
A Fiavé è presente il Museo delle palafitte di Fiavé che è dedicato al sito archeologico situato nel Biotopo Fiavé.

### Media
Nella località Le Cornelle ha sede l'emittente radiofonica Radio DIGI-ONE.

## Infrastrutture e trasporti

### Strade
Il comune è attraversato dalla strada statale 421 dei Laghi di Molveno e Tenno.

## Amministrazione
| Periodo           | Periodo           | Primo cittadino    | Partito                           | Carica  | Note          |
| ----------------- | ----------------- | ------------------ | --------------------------------- | ------- | ------------- |
| 1952              | 1957              | Luigi Forelli      |                                   | Sindaco |               |
| 1957              | 1961              | Paolo Calza        |                                   | Sindaco |               |
| 1961              | 1969              | Gino Zanini        |                                   | Sindaco |               |
| 1969              | 1974              | Geremia Zanini     |                                   | Sindaco |               |
| 1974              | 1975              | Emilio Franceschi  |                                   | Sindaco |               |
| 1975              | 1977              | Renzo Giordani     |                                   | Sindaco |               |
| 1977              | 1985              | Luigi Calza        |                                   | Sindaco |               |
| 1985              | 1995              | Beniamino Bugoloni |                                   | Sindaco |               |
| 1995              | 8 maggio 2005     | Sandro Guella      | Lista Insieme (lista civica)      | Sindaco | [ 18 ]        |
| 9 maggio 2005     | 10 maggio 2015    | Nicoletta Aloisi   | Rinnoviamo con voi (lista civica) | Sindaco | [ 19 ] [ 20 ] |
| 10 maggio 2015    | 21 settembre 2020 | Angelo Zambotti    | lista civica                      | Sindaco | [ 21 ] [ 22 ] |
| 22 settembre 2020 | in carica         | Nicoletta Aloisi   | lista civica                      | Sindaco | [ 23 ]        |

### Variazioni
Nel 1928 il comune viene soppresso e i suoi territori aggregati al nuovo comune di Lomaso; nel 1952 il comune viene ricostituito comprendendo anche i territori dell'ex comune di Stumiaga.